# Alpha Lupi
Alpha Lupi (27 Lupi) é uma estrela na direção da Lupus. Possui uma ascensão reta de 14h 41m 55.77s e uma declinação de −47° 23′ 17.3″. Sua magnitude aparente é igual a 2.30. Considerando sua distância de 548 anos-luz em relação à Terra, sua magnitude absoluta é igual a −3.83. Pertence à classe espectral B1.5III. É uma estrela variável β Cephei.